# Itasca (Illinois)
Itasca és una vila dels Estats Units a l'estat d'Illinois. Segons el cens del 2000 tenia 8.302 habitants.

## Demografia
Segons el cens del 2000, Itasca tenia 8.302 habitants, 3.179 habitatges, i 2.257 famílies. La densitat de població era de 651,5 habitants/km².
Dels 3.179 habitatges en un 31,9% hi vivien nens de menys de 18 anys, en un 58,9% hi vivien parelles casades, en un 8,7% dones solteres, i en un 29% no eren unitats familiars. En el 23,2% dels habitatges hi vivien persones soles el 5,9% de les quals corresponia a persones de 65 anys o més que vivien soles. El nombre mitjà de persones vivint en cada habitatge era de 2,57 i el nombre mitjà de persones que vivien en cada família era de 3,07.
Per edats la població es repartia de la següent manera: un 23% tenia menys de 18 anys, un 7,5% entre 18 i 24, un 33% entre 25 i 44, un 25,1% de 45 a 60 i un 11,4% 65 anys o més.
L'edat mediana era de 37 anys. Per cada 100 dones de 18 o més anys hi havia 91,9 homes.
La renda mediana per habitatge era de 70.156 $ i la renda mediana per família de 78.700 $. Els homes tenien una renda mediana de 51.816 $ mentre que les dones 35.541 $. La renda per capita de la població era de 34.117 $. Aproximadament el 3,1% de les famílies i el 4,7% de la població estaven per davall del llindar de pobresa.

## Poblacions properes
El següent diagrama mostra les poblacions més properes.